# Polycyathus verrilli
Polycyathus verrilli is een rifkoralensoort uit de familie van de Caryophylliidae. De wetenschappelijke naam van de soort is voor het eerst geldig gepubliceerd in 1889 door Duncan.